# 井上育英会
公益財団法人井上育英会（いのうえいくえいかい）は、新宿区にある公益財団法人。

## 沿革
明治の元勲である井上馨侯爵の遺産を基に鮎川義介により1926年（大正15年）に設立された。国立大学法人9校の学生を対象に奨学金を貸与するほか、学業や進路の相談、奨学生同士や先輩との交流の場を提供するなど、有能な人材の育成を目的とする。桜菱会（会長：青柳信夫）は、公益財団法人井上育英会の目的・事業に賛同・協賛する個人会員、団体会員を構成員とする会で、奨学生及び同卒業生を中心に総数840名の会員を擁する（2024年3月末現在）。卒業生は、国会議員、大使公使、官庁幹部、法曹人、銀行・メーカーなどの社長・役員、医師、大学教授など、多彩な分野で活躍中である。